# 여주경찰서
여주경찰서(驪州警察署, 영어: Yeoju Police Station)는 경기도남부경찰청이 관할하는 경찰서 중 하나이다. 경기도 여주시 일대를 관할한다. 경기도 여주시 세종로 50 (창동)에 위치하고 있다.
서장은 총경으로 보한다.

## 연혁
- 1906년 10월 18일: 경기도경무서 여주분서 설치[3]
- 1908년 7월 28일: 양주경찰서 분리, 여주경찰서로 변경[4]

## 조직
| - 청문감사관 - 경무과 - 생활안전과 | - 여성청소년과 - 수사과 | - 경비교통과 - 정보보안과 |

## 관할 파출소 및 지구대
여주경찰서는 1개의 지구대와 9개의 파출소를 산하에 두고 있다.
| 명칭       | 사진 | 주소                 | 관할구역               | 치안센터 |
| ---------- | ---- | -------------------- | ---------------------- | -------- |
| 홍문지구대 |      | 세종로 2 (홍문동)    | 여흥동, 중앙동, 오학동 |          |
| 점동파출소 |      | 점동면 청안로 118    | 점동면                 |          |
| 가남파출소 |      | 가남읍 태평2길 23    | 가남읍                 |          |
| 능서파출소 |      | 세종대왕면 마장로 61 | 세종대왕면             |          |
| 흥천파출소 |      | 흥천면 효자로 144    | 흥천면                 |          |
| 금사파출소 |      | 금사면 이포로 41     | 금사면                 |          |
| 산북파출소 |      | 산북면 금품1로 2     | 산북면                 |          |
| 대신파출소 |      | 대신면 여양로 1436   | 대신면                 |          |
| 북내파출소 |      | 북내면 여양2로 300   | 북내면                 |          |
| 강천파출소 |      | 강천면 강문로 566    | 강천면                 |          |

## 같이 보기
- 경기도남부경찰청